# Elisabeth af Liechtenstein
Elisabeth af Liechtenstein født Elisabeth Habsburg (født 31. maj 1922 i Palacio Real de El Pardo i Madrid, Spanien, død 6. januar 1993 i Waldstein) var datter af Østrigs sidste kejserpar, Karl 1. af Østrig og Zita af Bourbon-Parma, og søster til bl.a. Otto von Habsburg (1912-2011). Hun blev født i Madrid, hvor familien boede hos Alfons 13. af Spanien, to måneder efter at hendes far døde af lungebetændelse. Han abdicerede 4. november 1918 efter Østrig-Ungarns kapitulation. Herefter var Habsburgernes monarki definitivt slut, Østrig blev republik, og den tidligere kongelig/kejserlige familie flyttede til Spanien.
Elisabeth var gift med Heinrich af Liechtenstein (1916-1991).